# Republica Carelia
Republica Carelia (Republica Carelă sau Karelia) este un subiect federal al Federației Ruse.

## Geografie
Republica Carelia este localizată la nord-vestul Rusiei. are o suprafață de 172400 km², din care 148000 km² (85%) este împădurită.
La vest de învecinează cu Finlanda, granița avînd o lungime de 723 km. La nord se învecinează cu regiunea Murmansc, la est cu Marea Albă (lungimea țărmului este de 630 km) și cu regiunea Arhanghelsc, la sud și sud-est cu regiunea Vologda, iar la sud și sud-vest cu regiunea Leningrad.

## Resurse naturale
Pe lângă exploatarea lemnului, economia republicii se mai bizuie și pe minerit, exploatându-se zăcăminte de fier, diamant, vanadiu, molibden.

## Demografie
Conform recensămîntului din 2002, populația era de 716,281 locuitori, din care 548 941 ruși (76,6%), careli 65 651 (9,2%), bieloruși 37 681 (5,3%), ucraineni 19 248 (2,7%) și finlandezi 14156 (2,0%).
Limba carelă este apropiată de finlandeză, unii lingviști considerînd-o un dialect al acesteia.

## Istorie
Din veacul al 13-lea regiunea a fost controlată de Suedia. În 1721 a devenit parte a Rusiei.
În 1923 a fost organizată Republica Sovietică Socialistă Autonomă Carelă, în cadrul Federației Ruse. Din 1940 a primit statut de republică unională, sub numele de Republica Socialistă Sovietică Carelo-Finică, incluzînd Republica Democratică Finlandeză creată în timpul războiului de iarnă. După războiul finlandezo-sovietic din 1941-1944 istmul carelian a fost inclus în regiunea Leningrad. În forma prezentă, Republica Carelia s-a format în 13 noiembrie 1991.